# Giro di Romandia 1983
Il Giro di Romandia 1983, trentasettesima edizione della corsa, si svolse dal 3 all'8 maggio su un percorso di 827 km ripartiti in 5 tappe (la quinta suddivisa in due semitappe) e un cronoprologo, con partenza a Bulle e arrivo a Vernier. Fu vinto dall'irlandese Stephen Roche della Peugeot-Shell-Michelin davanti all'australiano Phil Anderson e allo svedese Tommy Prim.

## Tappe
| Tappa  | Data     | Percorso                              | km  | Vincitore di tappa  | Leader cl. generale |
| ------ | -------- | ------------------------------------- | --- | ------------------- | ------------------- |
| Prol.  | 3 maggio | Bulle > Bulle (cron. individuale)     | 6,9 | Robert Dill-Bundi   | Robert Dill-Bundi   |
| 1ª     | 4 maggio | Bulle > Saignelégier                  | 197 | Gerard Veldscholten | Gerard Veldscholten |
| 2ª     | 5 maggio | Saignelégier > Friburgo               | 143 | Serge Demierre      | Gerard Veldscholten |
| 3ª     | 6 maggio | Friburgo > Leukerbad                  | 192 | Mario Beccia        | Stephen Roche       |
| 4ª     | 7 maggio | Leukerbad > Nyon                      | 175 | Henk Lubberding     | Stephen Roche       |
| 5ª-1ª  | 8 maggio | Nyon > Vernier                        | 85  | Phil Anderson       | Stephen Roche       |
| 5ª-2ª  | 8 maggio | Vernier > Vernier (cron. individuale) | 28  | Tommy Prim          | Stephen Roche       |
| Totale | Totale   | Totale                                | 827 |                     |                     |

## Dettagli delle tappe

### Prologo
- 3 maggio: Bulle > Bulle (cron. individuale) – 6,9 km

| Pos. | Corridore           | Squadra    | Tempo |
| ---- | ------------------- | ---------- | ----- |
| 1    | Robert Dill-Bundi   | Malvor     | 9'08" |
| 2    | Phil Anderson       | Peugeot    | a 5"  |
| 3    | Gerard Veldscholten | TI-Raleigh | s.t.  |

| Pos. | Corridore           | Squadra    | Tempo |
| ---- | ------------------- | ---------- | ----- |
| 1    | Robert Dill-Bundi   | Malvor     | 9'08" |
| 2    | Phil Anderson       | Peugeot    | a 5"  |
| 3    | Gerard Veldscholten | TI-Raleigh | s.t.  |

### 1ª tappa
- 4 maggio: Bulle > Saignelégier – 197 km

| Pos. | Corridore           | Squadra    | Tempo    |
| ---- | ------------------- | ---------- | -------- |
| 1    | Gerard Veldscholten | TI-Raleigh | 5h32'33" |
| 2    | Stephen Roche       | Peugeot    | s.t.     |
| 3    | Phil Anderson       | Peugeot    | a 1'23"  |

| Pos. | Corridore           | Squadra    | Tempo    |
| ---- | ------------------- | ---------- | -------- |
| 1    | Gerard Veldscholten | TI-Raleigh | 5h41'33" |
| 2    | Stephen Roche       | Peugeot    | a 25"    |
| 3    | Phil Anderson       | Peugeot    | a 1'33"  |

### 2ª tappa
- 5 maggio: Saignelégier > Friburgo – 143 km

| Pos. | Corridore       | Squadra     | Tempo    |
| ---- | --------------- | ----------- | -------- |
| 1    | Serge Demierre  | Cilo-Aufina | 3h22'23" |
| 2    | Tommy Prim      | Bianchi     | s.t.     |
| 3    | Jostein Wilmann | Eorotex     | s.t.     |

| Pos. | Corridore           | Squadra     | Tempo    |
| ---- | ------------------- | ----------- | -------- |
| 1    | Gerard Veldscholten | TI-Raleigh  | 9h04'01" |
| 2    | Stephen Roche       | Peugeot     | a 25"    |
| 3    | Serge Demierre      | Cilo-Aufina | a 1'29"  |

### 3ª tappa
- 6 maggio: Friburgo > Leukerbad – 192 km

| Pos. | Corridore     | Squadra | Tempo    |
| ---- | ------------- | ------- | -------- |
| 1    | Mario Beccia  | Malvor  | 5h14'07" |
| 2    | Phil Anderson | Peugeot | a 5"     |
| 3    | Stephen Roche | Peugeot | s.t.     |

| Pos. | Corridore         | Squadra  | Tempo     |
| ---- | ----------------- | -------- | --------- |
| 1    | Stephen Roche     | Peugeot  | 14h18'36" |
| 2    | Phil Anderson     | Peugeot  | a 1'03"   |
| 3    | Roberto Visentini | Inoxpran | a 1'25"   |

### 4ª tappa
- 7 maggio: Leukerbad > Nyon – 175 km

| Pos. | Corridore       | Squadra     | Tempo    |
| ---- | --------------- | ----------- | -------- |
| 1    | Henk Lubberding | TI-Raleigh  | 4h05'59" |
| 2    | Gilbert Glaus   | Cilo-Aufina | a 8"     |
| 3    | Phil Anderson   | Peugeot     | s.t.     |

| Pos. | Corridore         | Squadra  | Tempo     |
| ---- | ----------------- | -------- | --------- |
| 1    | Stephen Roche     | Peugeot  | 18h24'43" |
| 2    | Phil Anderson     | Peugeot  | a 1'01"   |
| 3    | Roberto Visentini | Inoxpran | a 1'25"   |

### 5ª tappa - 1ª semitappa
- 8 maggio: Nyon > Vernier – 85 km

| Pos. | Corridore         | Squadra | Tempo    |
| ---- | ----------------- | ------- | -------- |
| 1    | Phil Anderson     | Peugeot | 2h06'31" |
| 2    | Frank Hoste       | Europ   | s.t.     |
| 3    | Dag Erik Pedersen | Bianchi | a 2"     |

| Pos. | Corridore         | Squadra  | Tempo     |
| ---- | ----------------- | -------- | --------- |
| 1    | Stephen Roche     | Peugeot  | 20h31'14" |
| 2    | Phil Anderson     | Peugeot  | a 56"     |
| 3    | Roberto Visentini | Inoxpran | a 1'25"   |

### 5ª tappa - 2ª semitappa
- 8 maggio: Vernier > Vernier (cron. individuale) – 28 km

| Pos. | Corridore         | Squadra | Tempo  |
| ---- | ----------------- | ------- | ------ |
| 1    | Tommy Prim        | Bianchi | 38'26" |
| 2    | Daniel Gisiger    | Malvor  | a 11"  |
| 3    | Jean-Marie Grezet | Sem     | a 15"  |

| Pos. | Corridore     | Squadra | Tempo     |
| ---- | ------------- | ------- | --------- |
| 1    | Stephen Roche | Peugeot | 21h10'05" |
| 2    | Phil Anderson | Peugeot | a 55"     |
| 3    | Tommy Prim    | Bianchi | a 2'10"   |

## Classifiche finali

### Classifica generale
| Pos. | Corridore                | Squadra                | Tempo     |
| ---- | ------------------------ | ---------------------- | --------- |
| 1    | Stephen Roche            | Peugeot-Shell-Michelin | 21h10'05" |
| 2    | Phil Anderson            | Peugeot-Shell-Michelin | a 55"     |
| 3    | Tommy Prim               | Bianchi-Piaggio        | a 2'10"   |
| 4    | Dag Erik Pedersen        | Bianchi-Piaggio        | a 2'21"   |
| 5    | Gerard Veldscholten      | TI-Raleigh-Campagnolo  | a 2'23"   |
| 6    | Pascal Simon             | Peugeot-Shell-Michelin | a 2'43"   |
| 7    | Roberto Visentini        | Inoxpran-Lumenflon     | a 2'57"   |
| 8    | Jerome Simon             | La Redoute-Motobecane  | s.t.      |
| 9    | Gianbattista Baronchelli | Sammontana-Campagnolo  | a 3'03"   |
| 10   | Michel Laurent           | Coop-Mercier-Mavic     | a 3'14"   |